# Список перекладів Шевченкового «Заповіту»
У цьому списку астериском позначено авторів, переклади яких поміщено в книжці «Тарас Шевченко. „Заповіт“ мовами народів світу». — К.: Наукова думка, 1989. Упорядник, автор вступної статті і приміток Б. В. Хоменко.
| Мова                                  | Автор перекладу                                | Країна                         | Рік              | Дані про видання |
| ------------------------------------- | ---------------------------------------------- | ------------------------------ | ---------------- | --- |
| абазинська                            | Мікаель Чикатуєв*                              | СРСР                           | 1959             | Тарас Шевченко. «Заповіт» мовами народів світу. — Київ: Наукова думка, 1989, с. 31 |
| абазинська                            | Джемуладін Лагучев                             | СРСР                           |                  | Недрукований. Машинопис перекладу зберігається в Державному музеї Тараса Шевченка в Києві |
| абхазька                              | Дмитро Гуліа*                                  | СРСР                           | 1939             | Шевченко Т. Иалкаау иажəеинраалақуа. Акуа, с. 9 |
| аварська                              | Шигабуддін Микаїлов*                           | СРСР                           | 1948             | Микаїлов Ш. Хрестоматія з літератури для 6-го класу. Махачкала, с. 212 (аварською мовою) |
| аварська                              | Магомед Сулиманов                              | СРСР                           | 1954             | Альманах Гьудуллъи, вип. 1, Махачкала, с. 27 |
| аварська                              | Расул Гамзатов                                 | СРСР                           | 1984             | Недрукований. Машинопис перекладу зберігається в Державному музеї Тараса Шевченка в Києві |
| адигейська                            | Мурат Джанчатов                                | СРСР                           | 1939             | Шевченко. Т. Поэмхэмрэ. Стихыхэмрэ. Майкоп, с. 69—70 |
| адигейська                            | Мурат Паранук                                  | СРСР                           | 1961             | Газета Социалистическэ Адыгей, 10 березня |
| адигейська                            | Кірімізе Жане*                                 | СРСР                           | 1989             | Тарас Шевченко. «Заповіт» мовами народів світу, 1989, с. 34 |
| азербайджанська                       | Сулейман Рустам*                               | СРСР                           | 1939             | Şevçenko T. Secilmiş əsərləri. Bakı, с. 55-56 |
| азербайджанська                       | Ахмед Джавад і Мікаел Мушфік                   | СРСР                           | 1934             | Şevçenko T. Qobzar. Bakı, с. 62-63 |
| азербайджанська                       | Микаїл Рзакулізаде                             | СРСР                           | 1939             | Şevçenko T. Secilmiş əsərləri. Bakı, с. 30-31 |
| азербайджанська                       | Аббас Абдулла                                  | СРСР                           | 1979             | Газета Азербайджан гянджлери, 21 червня |
| азербайджанська                       | Халіл Рза                                      | СРСР                           | 1979             | Газета Азербайджан муаллими, 21 вересня |
| азербайджанська                       | Вілаят Рустемзаде                              | СРСР                           | 1979             | Шевченко Т. Фикирлярим дюшюнджулярим. Бакы, с. 25-26 |
| албанська                             | Шакір Прізренді                                | Албанія                        | 1954             | Журнал Nëndori, № 3, с. 78 |
| албанська                             | Йорго Блаці*                                   | Албанія                        | 1959             | Shevçenko T. Kobzari (Viersha dhe poema). Tiranë, с. 24-25 |
| алтайська                             | Лазар Кокишев*                                 | СРСР                           | 1961             | Тарас Шевченко. (Jада калганынан бери 100 jылдыгына). Туулу-Алтайдын бичиктер чыгараг издательствозы, с. 3-4 |
| алюторська                            | Михайло Попов*                                 | СРСР                           | 1987             | Тарас Шевченко. «Заповіт» мовами народів світу, 1989, с. 37 |
| амхарська                             | Айяльнех Мулату*                               | Ефіопія                        | 1987             | Тарас Шевченко. «Заповіт» мовами народів світу, 1989, с. 120 |
| англійська                            | Вільям Річард Морфілл                          | Велика Британія                | 1880, 1903       | Перші 8 рядків. Журнал The Westminster Review, т. 58, № 7, с. 90. Тижневик The Atheneum, 10 січня |
| англійська                            | Френсіс Патрік Марчант                         | Велика Британія                | 1897             | Перші 8 рядків. Видання The Anglo-Russian Literary Society Proceedings, № 18 |
| англійська                            | Етель Ліліан Войнич                            | Велика Британія                | 1911             | Збірка Six lyrics from the Rutheanian of Taras Shevchenko also The song of the merchant Kalashnikov from the Russian of Mikhail Lermontov. London, с. 31-32                                                                                       |
| англійська                            | Персі Пол Селвер                               | Велика Британія                | 1914             | Журнал The Ukraine, т. 26-27, с. 11 |
| англійська                            | Александер Джардін Гантер                      | Канада                         | 1922             | Видання The Kobzar of the Ukraine — Selected Poems of Taras Shevchenko, Teulon, Manitoba, Canada |
| англійська                            | Персіваль Канді                                | Канада                         | 1926             | Журнал Канадійський ранок, № 280 |
| англійська                            | Една Ворслі Андервуд                           | США                            | 1931             | Дванадцять рядків. Underwood E. W. The Slave Anthology, Portland, Maine, с. 149 |
| англійська                            | Онуфрій Івах                                   | Канада                         | 1933             | Збірка Ewach H. Ukrainian songs and lyrics, Winnipeg |
| англійська                            | Джек Ліндсей                                   | Велика Британія                | 1939             | Журнал The International Literature, Moscow, № 3, с. 51 |
| англійська                            | Падарік Бреслін                                | Ірландія                       | 1939             | Газета Moscow News, 6 березня, с. 12 |
| англійська                            | Володимир Семенина                             | США                            | 1940             | Видання Women in the life and work of Shevchenko, New York, с. 94 |
| англійська                            | С. К. Джіффі                                   | Велика Британія                | 1955             | Журнал The Ukrainian Review, № 1, с. 24-26 |
| англійська                            | Віра Річ                                       | Велика Британія                | 1961             | Видання The Song out of Darkness. Selected Poems of Taras Shevchenko, London, с. 85 |
| англійська                            | Джон Вір*                                      | Канада                         | 1961             | Збірка Shevchenko. Selections, Toronto, с. 79-80 |
| англійська                            | Герберт Маршалл                                |                                | 1962             | Збірник праць ювілейної десятої наукової шевченківської конференції, Київ, с. 329 |
| англійська                            | Костянтин Генрі Андрусишен і Вотсон Керконнелл | Канада                         | 1964             | Видання The Poetical Works of Taras Shevchenko. The Kobzar, Toronto, с. 271 |
| англійська                            | Євген Крацевич                                 | СРСР                           | 1985             | Недрукований. Машинопис перекладу зберігається в Державному музеї Тараса Шевченка в Києві |
| арабська                              | Малек Абдельазіз                               | Єгипет                         | 1959             | Збірка Пісні юності, Каїр |
| арабська                              | Михаїл Нуайме*                                 | Ліван                          | 1964             | Журнал Ат-Тарик, № 4-5, с. 70 |
| арабська                              | Мішель Сулейман                                | Ліван                          | 1964             | Без восьми центральних рядків. Журнал Ат-Тарик, № 4-5 |
| арабська                              | Назим Маджид ад-Дейраві                        | Палестина                      | 1987             | Недрукований. Машинопис перекладу зберігається в Інституті літератури імені Тараса Шевченка |
| ассирійська                           | Рабі Давид Іллян*                              | СРСР                           | 1979             | Тарас Шевченко. «Заповіт» мовами народів світу, 1989, с. 38 |
| ахвахська                             | Каримула Гоболов*                              | СРСР                           | 1989             | Тарас Шевченко. «Заповіт» мовами народів світу, 1989, с. 39 |
| балкарська                            | Керім Отаров*                                  | СРСР                           | 1939             | 16 рядків. Т. Г. Шевченко малкъар тилде. Нальчик, 1939, с. 113—114. Шевченко Т. «Заповіт» мовами народів світу, Київ, 1964, с. 45 |
| балкарська                            | Кайсин Кулієв*                                 | СРСР                           | 1961             | Журнал Шуехлук, № 11, с. 17-18 |
| башкирська                            | Максуд Сюндукле                                | СРСР                           | 1934             | Сюндюкле М. Саткылар. Өфө, 1939, с. 111—112. Шевченко Т. «Заповіт» мовами народів світу, 1964, с. 45 |
| башкирська                            | Хай Мухамедьяров*                              | СРСР                           | 1939             | Газета Кыҙыл Башкортостан, 9 березня. Журнал Пионер, № 3, с. 13 |
| башкирська                            | Хурмат Біккулов                                | СРСР                           | 1961             | Газета Башкортостан пионеры, 8 березня. Газета Совет Башкортостаны, 10 березня |
| башкирська                            | Рамі Гаріпов                                   | СРСР                           | 1964             | Газета Совет Башкортостаны, 10 березня |
| белуджійська (кирилиця)               | Аманназар Аширов* і Мамед Ширдилов*            | СРСР                           | 1989             | Тарас Шевченко. «Заповіт» мовами народів світу, 1989, с. 42 |
| белуджійська (арабське письмо)        | Мамед Ширдилов*                                | СРСР                           | 1989             | Тарас Шевченко. «Заповіт» мовами народів світу, 1989, с. 124 |
| бенгальська                           | Арун Халдар                                    | Індія                          | 1963             | Літературний додаток № 70 до журналу Деш, жовтень |
| бенгальська                           | Голам Куддус                                   | Індія                          | 1972             | Збірка Шевченко Т. Комедія «Сон». Вірші. Калькутта, с. 52 |
| бенгальська                           | Арун Сом*                                      | Індія                          | 1989             | Тарас Шевченко. «Заповіт» мовами народів світу, 1989, с. 125 |
| бенгальська                           | Мрідула Гош                                    | Індія                          | 2025             | Збірка поезії Тараса Шевченка - перший переклад бенгальською мовою з українського оригіналу, Jadavpur University Press, Кольката, 2025, с. 112 |
| білоруська                            | Янка Купала*                                   | СРСР                           | 1934             | Газета Літаратура і мастацтва, 16 березня |
| білоруська                            | Змітрок Бядуля                                 | СРСР                           | 1939             | Шаўчэнка Т. Кабзар. Мінск, с. 130 |
| болгарська                            | анонім                                         | Болгарське князівство          | 1881             | Газета Работник (Русе) № 14, 7 березня, с. 2, без середньої строфи |
| болгарська                            | Стоян Дринов                                   | Болгарське царство             | 1911             | Журнал Просвета, № 2-3, с. 69, три строфи |
| болгарська                            | Стиліян Чилингиров                             | Болгарське царство             | 1914             | Журнал Свободно мнение, № 18, с. 285 |
| болгарська                            | анонім                                         | Болгарське царство             | 1914             | Журнал Венец, № 9, с. 708 |
| болгарська                            | Светлозар Димитров                             | Болгарське царство             | 1928             | Журнал Северянин (Русе), № 5, с. 2 |
| болгарська                            | Ангел Тодоров                                  | Болгарське царство             | 1939             | Одноденна ювілейна газета Тарас Шевченко. 125 г. от рождението му, София, 9 березня, с. 5 |
| болгарська                            | Крум Кюлявков                                  | Болгарське царство             | 1939             | Видання Шевченко Т. Избрани произведения, Київ, с. 157—158 |
| болгарська                            | Камен Зідаров                                  | Народна Республіка Болгарія    | 1946             | Видання Славянски поети. Стихотворен сборник. София, с. 236 |
| болгарська                            | Димитр Методієв*                               | Народна Республіка Болгарія    | 1956             | Газета Литературен фронт, № 11, 15 березня, с. 8 |
| бретонська                            | Наїґ Розмор*                                   | Франція                        | 1987             | Тарас Шевченко. «Заповіт» мовами народів світу, 1989, с. 127 |
| бурятська                             | Даріжап Дамдінов                               | СРСР                           | 1939             | Газета Буряад-Монгол унэн, 9 березня |
| бурятська                             | Цеден Галсанов*                                | СРСР                           | 1961             | Газета Буряад унэн, 10 березня. Журнал Байгалай толон, № 2, с. 123 |
| валлійська                            | Джон Емріс Робертс*                            | Велика Британія                | 1987             | Тарас Шевченко. «Заповіт» мовами народів світу, 1989, с. 128 |
| вепська                               | Рюрик Лонін*                                   | СРСР                           | 1988             | Тарас Шевченко. «Заповіт» мовами народів світу, 1989, с. 46 |
| верхньолужицька                       | Юрій Млинк*                                    | НДР                            | 1963, 1964       | Газета Nowa doba, 1963, 27 липня. Журнал Rozhlad, 1964, № 3, с. 73 |
| в'єтнамська                           | Нгуєн Суан Шань*                               | В'єтнам                        | 1961             | Газета Văn hoc, 12 березня |
| в'єтнамська                           | В. А. Біутхаор                                 | В'єтнам                        | 1964             | Шевченко Т. «Заповіт» мовами народів світу, 1964, с. 117—118 |
| в'єтнамська                           | Нгуєн В'єт Занг                                | В'єтнам                        | 1984             | Тижневик Văn nghê, № 17, с. 6 |
| вірменська                            | Керовпе Кушнерян                               | Російська імперія              | 1879             | Перші 8 рядків. Журнал Базмавеп, т. 37, № 7, с. 39 |
| вірменська                            | Атабек Хнкоян                                  | Російська імперія              | 1914             | Журнал Гаскер, № 5, с. 157 |
| вірменська                            | Гегам Сар'ян*                                  | СРСР                           | 1936             | Газета Гракан терт, 20 березня |
| вірменська                            | Наїрі Зарян                                    | СРСР                           | 1936             | Газета Хорурдаїн Аястан, 26 грудня |
| вірменська                            | Ашот Граші                                     | СРСР                           | 1938             | Журнал Хорурдаїн грох, № 10-11, с. 98 |
| вірменська                            | А. Вард                                        | СРСР                           | 1938             | Газета Пролетар (Тбілісі), № 145, с. 3 |
| вірменська                            | Бабкен Карапетян                               | СРСР                           | 1939             | Газета Хорурдаїн Аястан, 9 березня |
| вірменська                            | А. Г. Лусенц                                   | СРСР                           | 1964             | Газета Советакан Аястан, 10 березня |
| вірменська                            | Левон Міріджанян                               | СРСР                           | 1973             | Журнал Гарун, № 10, с. 30-31 |
| вірменська                            | Сільва Капутікян                               | СРСР                           | 1983             | Капутікян С. Сто сім барв райдуги, Єреван, с. 30 |
| гагаузька                             | Діоніс Танасоглу*                              | СРСР                           | 1975             | Тарас Шевченко. «Заповіт» мовами народів світу, 1989, с. 48 |
| галісійська                           | Хесус Алонсо-Монтеро*                          | Іспанія                        | 1964             | Журнал El Progreso, 13 грудня |
| гінді                                 | Рамвілас Шарма                                 | Індія                          | 1964             | Щоквартальник Amity, лютий, с. 61 |
| гінді                                 | анонім                                         | Індія                          | 1964             | Журнал Руш-Бгарат, № 1, травень — липень |
| гінді                                 | Маданлал Мадгу*                                | Індія                          | 1988             | Тарас Шевченко. «Заповіт» мовами народів світу, 1989, с. 131 |
| гірськомарійська                      | Геннадій Матюковський (Матюков)*               | СРСР                           | 1964             | Газета Ленин корны (Гірськомарійський район Марійської АРСР), 8 березня |
| голландська                           | Фреарк Дам*                                    | Нідерланди                     | 1988             | Тарас Шевченко. «Заповіт» мовами народів світу, 1989, с. 132 |
| грецька                               | Янніс Ріцос                                    | Грецьке королівство            | 1961             | Газета Αύνή, 9 березня |
| грецька                               | Еллі Алексіу                                   | Грецьке королівство            | 1961             | Газета Νέα Ζωή, 9 березня. Журнал Πυρσός, № 2 |
| грецька                               | Ріта Бумі-Папа                                 | Грецьке королівство            | 1964             | Газета Αύνή, 10 травня |
| грецька                               | Алексіс Парніс*                                | Грецьке королівство            | 1964             | Шевченко Т. «Заповіт» мовами народів світу, 1964, с. 97-98 |
| грецька                               | Теодосіс Пієрідіс                              | Грецьке королівство            | 1964             | Журнал Νέαέποχή, т. 63, вересень, уривки твору |
| грузинська                            | Михайло Ясамані                                | Російська імперія              | 1908             | Газета Цховребіс сарке, 16 травня |
| грузинська                            | Георгій Кучишвілі                              | Російська імперія              | 1911             | Вісім перших рядків. Журнал Накадулі, № 3, с. 44 |
| грузинська                            | Михайло Узнадзе                                | Російська імперія              | 1911             | Газета Колхіда, № 96, 26 липня |
| грузинська                            | Мирон Хархелі і Нестор Лежава                  | Грузія                         | 1919             | Недрукований. Рукопис зберігається в Тбіліському театральному музеї |
| грузинська                            | Іраклій Абашидзе                               | СРСР                           | 1936             | Журнал Мнатобі, № 3, с. 67-68 |
| грузинська                            | Симон Чиковані*                                | СРСР                           | 1936             | Газета Літерарурулі Сакартвело, 28 березня |
| грузинська                            | Нестор Малазонія                               | СРСР                           | 1939             | Газета Сабчота Аджара, 9 березня |
| грузинська                            | Василь Баїадзе                                 | СРСР                           | 1961             | Газета Сабчота Осеті, 10 березня |
| грузинська                            | Карло Каладзе                                  | СРСР                           | 1964             | Газета Літерарурулі Сакартвело, 6 березня. Газета Ленінурі гза, 11 березня |
| грузинська                            | В. Картвелішвілі                               | СРСР                           | 1964             | Газета Сахалхо ганатлеба, 11 березня |
| грузинська                            | Тамаз Чиладзе                                  | СРСР                           | 1978             | Чиладзе Т. Статті. Тбілісі, с. 45 |
| грузинська                            | Рауль Чилачава                                 | СРСР                           | 1984             | Газета Літерарурулі Сакартвело, 8 березня |
| грузинська                            | Степан Мхаргдзелі                              | СРСР                           | 1984             | Газета Цігніс самка, 14 травня |
| гуджараті                             | Атуль Савані*                                  | Індія                          | 1985             | Тарас Шевченко. «Заповіт» мовами народів світу, 1989, с. 134 |
| данська                               | Сергій Халіпов*                                | СРСР                           | 1989             | Тарас Шевченко. «Заповіт» мовами народів світу, 1989, с. 136 |
| даргинська                            | Магомед Гамідов                                | СРСР                           | 1954             | Альманах Гьалмагъдеш, Махачкала, вип. 1, с. 40 |
| даргинська                            | Сагід Абдуллаєв                                | СРСР                           | 1958             | Хрестоматія з літератури для 7-го класу, Махачкала, с. 65, даргинською мовою |
| даргинська                            | Рашид Рашидов*                                 | СРСР                           | 1963             | Рашидов Р. Пахощі сонця, Махачкала, с. 119—120, даргинською мовою |
| долганська                            | Огдо Аксьонова*                                | СРСР                           | 1988             | Тарас Шевченко. «Заповіт» мовами народів світу, 1989, с. 51 |
| дунганська                            | Ясир Шиваза*                                   | СРСР                           | 1975             | Газета Шыйүэди чи, 6 червня |
| евенкійська                           | Алітет Немтушкін*                              | СРСР                           | 1975             | Тарас Шевченко. «Заповіт» мовами народів світу, 1989, с. 53 |
| евенська                              | Марія Долганська*                              | СРСР                           | 1961             | Газета Советкэн Чукотка (Анадир), 11 червня. Шевченко Т. «Заповіт» мовами народів світу, 1964, с. 66-67 |
| ерзянська                             | Нікул Еркай                                    | СРСР                           | 1939             | Журнал Сятко, № 4, с. 107 |
| ерзянська                             | Кузьма Абрамов                                 | СРСР                           | 1939             | Газета Эрзянь коммуна, 9 березня |
| ерзянська                             | Микола Нарваткін                               | СРСР                           | 1948             | Нарваткин Н. С. Родной литература. Средней школань 6-це классо тонавтнема книга, Саранск, с. 153—154 |
| ерзянська                             | Анатолій Ескін                                 | СРСР                           | 1964             | Журнал Сурань толт, № 2, с. 63 |
| ерзянська                             | Іван Прончатов*                                | СРСР                           | 1989             | Тарас Шевченко. «Заповіт» мовами народів світу, 1989, с. 83 |
| ескімоська                            | Зоя Ненлюмкіна*                                | СРСР                           | 1988             | Тарас Шевченко. «Заповіт» мовами народів світу, 1989, с. 55 |
| есперанто                             | Д. Николишин                                   | Австро-Угорщина                | 1914             | Журнал Ukraina Stelo (Коломия), № 3-5 |
| есперанто                             | Орест Кузьма                                   | Польща                         | 1922             | Журнал Ukraina Stelo, № 1 (18), фрагмент |
| есперанто                             | Гнат Якимчук                                   | Польща                         | 1922             | Видання Ореста Кузьми Повний підручник до науки міжнародної мови есперанто, Коломия, с. 112 |
| есперанто                             | Петро Поліщук                                  | СРСР                           | 1959             | Журнал La Suda Stelo (Beograd), № 2, с. 3 |
| есперанто                             | Євген Крацевич                                 | СРСР                           | 1959             | Недрукований. Машинопис перекладу зберігається в Державному музеї Тараса Шевченка в Києві |
| есперанто                             | Ераст Журавський                               | СРСР                           | 1960             | Автограф перекладу зберігається в редакції журналу Amikeco (Київ) |
| есперанто                             | Костянтин Гусєв                                | СРСР                           | 1964             | Журнал Por la Paco (Moskvo), № 3-4, с. 25 |
| есперанто                             | Бенціон Берін                                  | СРСР                           | 1964             | Журнал Amikeco, № 1-2 (9-10), с. 2 |
| есперанто                             | Надія Андріанова-Гордієнко*                    | СРСР                           | 1976, 1977, 1988 | Журнал L'Omnibuso (Кіото, Японія), 1976, № 2 (72), с. 15. Журнал Paco (Софія), 1977, № 1, с. 4. Тарас Шевченко. «Заповіт» мовами народів світу, 1989, с. 193                                                                                      |
| есперанто                             | Олександр Королевич                            | СРСР                           | 1989             | Книга об эсперанто, в-во "Наукова думка", Київ, 1989, ISBN 5-12-000985-9, c. 196 |
| есперанто                             | Михайло Тернавський                            | СРСР                           | 1984             | Недрукований. Машинопис перекладу зберігається в Державному музеї Тараса Шевченка в Києві |
| естонська                             | Юрій Шумаков                                   | Естонія                        | 1936, 1940       | Журнал Looming, 1936, № 6, с. 686, перша строфа. Журнал Viisnurk, 1940, № 5, с. 480 |
| естонська                             | Март Рауд                                      | СРСР                           | 1949             | Газета Sirp ja Vasar, 12 березня |
| естонська                             | В. Теллісківі                                  | СРСР                           | 1951             | Газета Edasi, 10 березня |
| естонська                             | Ральф Парве                                    | СРСР                           | 1954             | Журнал Looming, № 1, с. 20 |
| естонська                             | В. Тикке                                       | СРСР                           | 1954             | Газета Noorte Hääl, 9 березня |
| естонська                             | Айн Каалеп*                                    | СРСР                           | 1954             | Газета Edasi, 10 березня |
| іврит                                 | Іліє Мазоре*                                   | СРСР                           | 1989             | Тарас Шевченко. «Заповіт» мовами народів світу, 1989, с. 137 |
| інгуська                              | Хаджі-Бекір Муталієв*                          | СРСР                           | 1940             | Кобзар, Грозний, с. 37 |
| ірландська                            | Ліям Кірк*                                     | Ірландія                       | 1988             | Тарас Шевченко. «Заповіт» мовами народів світу, 1989, с. 139 |
| ісландська                            | Сергій Халіпов                                 | СРСР                           | 1985             | Недрукований. Машинопис перекладу зберігається в Державному музеї Тараса Шевченка в Києві |
| ісландська                            | Ґудмундур Данієльссон                          | Ісландія                       | 1987             | Журнал Suðurland, грудень, с. 19 |
| ісландська                            | Івар Йоунссон*                                 | Ісландія                       | 1988             | Тарас Шевченко. «Заповіт» мовами народів світу, 1989, с. 140 |
| іспанська                             | Володимир Лесевич                              | Російська імперія              | 1877             | Журнал Ilustrasion Española (Madrid), № 4, без строфи «Як понесе з України…» |
| іспанська                             | Анхель Баттістесса                             | Аргентина                      | 1961             | Брошура Taras Shevchenko. 1814—1861, Buenos Aires, прозовий переклад |
| іспанська                             | Лев Олевський                                  | СРСР                           | 1964, 1986       | Газета Hoy (Куба), 1964, 10 березня. Нова редакція: книжка Shevchenko T. Poesias escogidas, Kiev, 1986, c. 96 |
| іспанська                             | Сесар Арконада* і Федір Кельїн*                | Іспанія, СРСР                  | 1964             | Книжка Shevchenko T. Obras escogidas, Moscú, c. 165 |
| іспанська                             | Самуель Фейхоо                                 | Куба                           | 1966             | Книжка Poetas Rusos y Soviéticos, La Habana, c. 125 |
| іспанська                             | Айме Ґонсалес Боланнос                         | Куба                           | 1973             | Журнал Islas (Куба), № 44, с. 16 |
| іспанська                             | Євген Крацевич                                 | СРСР                           |                  | Недрукований. Машинопис перекладу зберігається в Державному музеї Тараса Шевченка в Києві |
| італійська                            | Млада Липовецька                               | Італія                         | 1919             | Журнал La voce dell'Ucraina (Roma), № 1, 9 червня, прозовий переклад |
| італійська                            | Авреліо Пальмієрі                              | Італія                         | 1924             | Журнал Lo Spettatore Italiano, № 7 |
| італійська                            | Чезаре Меано і Млада Липовецька                | Італія                         | 1932             | Журнал Ucraina (Torino), № 3, c. 23 |
| італійська                            | Теа Тодіні і Джованбатіста Ялонґо              | Італія                         | 1961             | Журнал Realta Sovietica (Roma), № 4, c. 30 |
| італійська                            | Євген Крацевич*                                | СРСР                           | 1964             | Шевченко Т. «Заповіт» мовами народів світу, 1964, с. 85-86 |
| італійська                            | Раймондо Дебеус                                | Італія                         | 1985             | Недрукований. Машинопис перекладу зберігається в Державному музеї Тараса Шевченка в Києві |
| італійська                            | Іван Труш                                      | СРСР                           | 1987             | Недрукований. Машинопис перекладу зберігається в Державному музеї Тараса Шевченка в Києві |
| італійська                            | Оксана Пахльовська і Маріо Ґрассо              | СРСР, Італія                   | 1987             | Журнал Lunarionuovo, № 41, c. 48-49 |
| ітельменська                          | Клавдія Халоймова*                             | СРСР                           | 1986             | Тарас Шевченко. «Заповіт» мовами народів світу, 1989, с. 59 |
| їдиш                                  | Давид Гофштейн*                                | СРСР                           | 1936             | Шевченко Т. Г. Вибрані твори, Київ, с. 145, мовою їдиш |
| їдиш                                  | Шимшон Мельцер                                 | Підмандатна Палестина          | 1938             | Повне видання творів Тараса Шевченка. Т. 15. Шевченко в чужих мовах. Варшава — Львів, с. 441 |
| їдиш                                  | Іцик Фефер                                     | СРСР                           | 1939             | Журнал Совєтіше літератур, № 2, с. 3 |
| кабардинська                          | А. Бацежев                                     | СРСР                           | 1939             | Книжка Т. Г. Шевченко адыгабзак'а, Налшык, с. 63 |
| кабардинська                          | Адам Шогенцуков*                               | СРСР                           | 1949, 1955       | Газета Къэбэрдей пэж, 1949, 9 березня. Видання Украинэ лъапІэ. Япэ тхылъ, Налшык, 1955, с. 5 |
| казахська                             | Абдільда Тажибаєв*                             | СРСР                           | 1935             | Şevçenko T. Kobzar. Tandamalь ɵlenderi, Almatь, с. 19 |
| казахська                             | І. Мамбетов                                    | СРСР                           | 1964             | Газета Социалістік Қазақстан, 8 березня |
| калмицька                             | Ліджі Інджієв*                                 | СРСР                           | 1939             | Журнал Улан туг, № 3, с. 27 |
| калмицька                             | Сян-Белгін Хаср                                | СРСР                           | 1961             | Альманах Теегин герл, Элст, № 2, с. 75 |
| калмицька                             | Давид Кугультінов                              | СРСР                           | 1964             | Збірка Шевченко Т. Шулгуд, Элст, с. 5 |
| каннада                               | Будданна Хінгаміре                             | Індія                          | 1979             | Шевченко Тарас. Вибрані поезії, Дгарвад, с. 1 |
| караїмська (галицько-луцький діалект) | Зигмунт Абрагамович*                           | СРСР                           | 1988             | Тарас Шевченко. «Заповіт» мовами народів світу, 1989, с. 63 |
| караїмська (тракайський діалект)      | Семен Фіркович*                                | СРСР                           | 1975             | Тарас Шевченко. «Заповіт» мовами народів світу, 1989, с. 64 |
| каракалпацька                         | Науриз Жапаков*                                | СРСР                           | 1964, 1985       | Шевченко Т. «Заповіт» мовами народів світу, 1964, с. 58-59. Жапаков Н. Шайыр сɵзи, Нɵкис, 1985, с. 88-89 |
| карачаївська                          | Осман Хубієв*                                  | СРСР                           | 1936             | Газета Кызыл Карачай, 26 грудня |
| карельська                            | Володимир Брендоєв*                            | СРСР                           | 1987             | Тарас Шевченко. «Заповіт» мовами народів світу, 1989, с. 63 |
| кашубська                             | Станіслав Янке*                                | Польща                         | 1988             | Бюлетень Komunikaty, Gdańsk, 15 травня, с. 2 |
| киргизька                             | Толен Шамшиєв*                                 | СРСР                           | 1954             | Книжка Шевченко Т. Ырлар жана поэмалар, Фрунзе, с. 74 |
| киргизька                             | Абдрасул Токтомушев                            | СРСР                           | 1964             | Газета Советтик Кыргызстан, 8 березня |
| киргизька                             | Буудайбек Сабіров                              | СРСР                           | 1964             | Журнал Жаш ленинчи, № 3, с. 22 |
| китайська                             | Тан Ай                                         | Тайвань                        | 1921             | Журнал Сяошо юебао, № 10, с. 71 |
| китайська                             | Чжоу Цзуйпін                                   | Тайвань                        | 1939             | Журнал Канчжань веньї (Чунцін), т. 4, № 5-6, с. 141 |
| китайська                             | Чень Юань                                      | Тайвань                        | 1942             | Журнал Ши чуаньцзо (Гуйлін), січень, № 7, с. 25 |
| китайська                             | Цзоу Люйчжи                                    | Тайвань                        | 1942             | Журнал Веньї чженді (Чунцін), т. 6, № 5, с. 50-51 |
| китайська                             | Цзянь Янь                                      | Тайвань                        | 1942             | Журнал Сулянь веньї (Шанхай), листопад, № 1, с. 100 |
| китайська                             | Цю Цінь і Лю Гуаньцзе                          | КНР                            | 1951             | Журнал Женьмінь веньсюе, т. 3, № 5, с. 66 |
| китайська                             | У Ланьхань                                     | КНР                            | 1961             | Журнал Шикань, № 2, с. 56 |
| китайська                             | Ге Баоцюань*                                   | КНР                            | 1961, 1983       | Газета Женьмінь жібао, 10 березня. Шевченко Т. Кобзар. Вірші та поеми, Шанхай, 1983, с. 302—303 (китайською мовою) |
| китайська                             | Лань Мань                                      | КНР                            | 1985             | Китайське видання: Шевченко Т. Вибране, Чанша, с. 46 |
| комі                                  | Павло Шеболкін                                 | СРСР                           | 1937             | Журнал Ударник, № 4, с. 41 |
| комі                                  | Полієвкт Попов                                 | СРСР                           | 1939             | Журнал Ударник, № 2, с. 40 |
| комі                                  | Іван Вавилін                                   | СРСР                           | 1961             | Журнал Войвыв кодзув, № 3, с. 50 |
| комі                                  | Василь Литкін                                  | СРСР                           | 1977             | Журнал Войвыв кодзув, № 2, с. 27 |
| комі                                  | Серафим Попов*                                 | СРСР                           | 1985             | Газета Югыд туй, 16 липня |
| корейська                             | Кім Чхун Вон                                   | Північна Корея                 | 1957             | Видання Шевченко Т. Г. Сісончіп. Чоссо чхульпханса, с. 93-94 |
| корейська                             | Пак У Чхон                                     | Північна Корея                 | 1960             | Шевченко Т. «Заповіт» мовами народів світу, 1960, с. 13-14 |
| корейська                             | Дегук Угай*                                    | СРСР                           | 1989             | Тарас Шевченко. «Заповіт» мовами народів світу, 1989, с. 146 |
| коряцька                              | Ірина Попова* і Михайло Попов*                 | СРСР                           | 1987             | Тарас Шевченко. «Заповіт» мовами народів світу, 1989, с. 70 |
| кримськотатарська                     | Ешреф Шем'ї-заде*                              | СРСР                           | 1987             | Журнал Йылдыз, № 5, с. 34 |
| кримчацька                            | Вікторія Багинська (Гурджі)*                   | СРСР                           | 1989             | Тарас Шевченко. «Заповіт» мовами народів світу, 1989, с. 72 |
| кумицька                              | Абдул-Вагаб Сулейманов*                        | СРСР                           | 1950             | Бамматов З. З., Дидимов В. Х. Хрестоматія з літератури для 6-го класу. Махачкала, с. 172 (кумицькою мовою) |
| кумицька                              | Ізаміт Асеков                                  | СРСР                           | 1954             | Альманах Дослукъ, № 1, с. 57-58 |
| курдська                              | Качахе Мрад*                                   | СРСР                           | 1964             | Шевченко Т. «Заповіт» мовами народів світу, 1964, с. 93-94 |
| кхмерська                             | Сар Капун*                                     | Камбоджа                       | 1989             | Тарас Шевченко. «Заповіт» мовами народів світу, 1989, с. 147 |
| лакська                               | Гусейн Гаджієв                                 | СРСР                           | 1948             | Гаджієв Г., Муркілінський Г. Хрестоматія для 6-го класу. Махачкала, с. 182—183 (лакською мовою) |
| лакська                               | Юсуп Хаппалаєв                                 | СРСР                           | 1964             | Альманах Дусшиву, № 1, с. 96 |
| лакська                               | Бадаві Рамазанов*                              | СРСР                           | 1954             | Тарас Шевченко. «Заповіт» мовами народів світу, 1989, с. 75 |
| латиська                              | Едуард Рудзітіс                                | Російська імперія              | 1906             | Газета Rīgas avīzes feletona pielikums (Rīga), 30 червня, с. 1 |
| латиська                              | Єкабс Ліґотню                                  | Російська імперія              | 1911             | Журнал Jaunības Tekas, № 2, c. 97 |
| латиська                              | К. Дзиллея                                     | Латвія                         | 1929             | Журнал Jaunais Cīrulītis, № 6, c. 134 |
| латиська                              | Валтс Давідс*                                  | СРСР                           | 1951             | Збірка Шевченкових творів Izlāse, Rīga, с. 39 |
| латиська                              | Валдіс Кіканс                                  | СРСР                           | 1964             | Журнал Liesma, № 3, c. 16 |
| латиська                              | Валдіс Ґревіньш                                | СРСР                           | 1964             | Газета Literatūra un Maksla, 7 березня |
| латиська                              | Кнут Скуєнієкс                                 | СРСР                           | 1984             | Газета Literatūra un Maksla, 2 березня, с. 13 |
| лезгинська                            | Шах-Емір Мурадов                               | СРСР                           | 1948             | Ахмедов Н., Вагабов І., Мурадов Ш.-Е. Хрестоматія з літератури для 6-го класу. Махачкала, с. 156 (лезгинською мовою) |
| лезгинська                            | Ібрагім Гусейнов*                              | СРСР                           | 1989             | Тарас Шевченко. «Заповіт» мовами народів світу, 1989, с. 77 |
| литовська                             | Антанас Венцлова                               | СРСР                           | 1951, 1961       | Ševčenka T. Poezija, Vilnius, 1951, c. 67-68. Ševčenka T. Kobzarius, 1961, Vilnius, c. 250—251 |
| луганда                               | Худ Семпебуа*                                  | Уганда                         | 1987             | Тарас Шевченко. «Заповіт» мовами народів світу, 1989, с. 149 |
| луговомарійська                       | Міклай Казаков*                                | СРСР                           | 1939, 1964       | Шевченко Т. Почеламутшамыч, Йошкар-Ола, 1939, с. 49. Журнал Ончыко, 1964, № 2, с. 78 |
| македонська                           | Блаже Конеський*                               | СФРЮ                           | 1987             | Літературний додаток до газети Нова Македониjа — Лик, 18 лютого, с. 14 |
| малагасійська                         | Генріель Фіділалао                             | Мадагаскар                     | 2023             | часопис Panoramo de La Granda Insulo, 2023, березень, с. 23-24 |
| малаялам                              | Перумпужа Гопалакрішнан*                       | Індія                          | 1985             | Журнал Джана югам (Тривандрум), 22 вересня, с. 1 |
| мальтійська                           | Кармель Малія*                                 | Мальта                         | 1988             | Журнал Versi, № 1, 22 вересня, с. 13 |
| мансійська                            | Юван Шесталов*                                 | СРСР                           | 1988             | Тарас Шевченко. «Заповіт» мовами народів світу, 1989, с. 79 |
| маратхі                               | Аніл Шрікрішна Хавалдар*                       | Індія                          | 1988             | Тарас Шевченко. «Заповіт» мовами народів світу, 1989, с. 156 |
| мокшанська                            | Максим Бебан*                                  | СРСР                           | 1939, 1964       | Журнал Мокша, 1964, № 2, с. 61 |
| мокшанська                            | Андрій Чекашкін                                | СРСР                           | 1939             | Газета Мокшень правда, 9 березня |
| мокшанська                            | Александр Малькін                              | СРСР                           | 1948             | Федькин Р. Р., Потапкин С. Г., Самородов К. Т. Родной литература. Литературнай морафтомань книга 6-це класонди, Саранск, 1950, с. 86 |
| мокшанська                            | Ілля Девін                                     | СРСР                           | 1961             | Журнал Мокша, № 3, с. 77 |
| молдовська                            | Замфір Арборе-Раллі                            | Румунія                        | 1916             | Zamfir Ralli-Arbore. Ucraina şi România, Bucureşti, с. 35 |
| молдовська                            | Ґеорґе Мадан                                   | СРСР                           | 1927             | Газета Плугарул рошу, 19 червня |
| молдовська                            | С. Думитрашку                                  | СРСР                           | 1927, 1929       | Газета Плугарул рошу, 1927, 22 листопада (16-рядковий переклад). Думитрашку С. Зече ань. Поезий, Тираспол — Балта, 1929, с. 37-38 (20-рядковий переклад)                                                                                          |
| молдовська                            | Ністор Кабак                                   | СРСР                           | 1937             | Газета Комсомолистул Молдовей, 12 березня |
| молдовська                            | Леонід Корняну                                 | СРСР                           | 1938, 1939       | Видання Картя де читире, п. 2, к. 2, Тираспол, 1938, с. 25 (16-рядковий переклад). Повний текст див. Шевченко Т. Лукрэрь алесе. Тираспол, 1939, с. 85                                                                                             |
| молдовська                            | Богдан Істру                                   | СРСР                           | 1941             | Журнал Октябрь (Кишинэу), № 1-2, с. 64 |
| молдовська                            | Л. Шрайбер і Р. Шрайбер                        | СРСР                           | 1946             | Газета Молдова Сочиалистэ, 10 березня |
| молдовська                            | Анатолій Гужел і Костянтин Кондря              | СРСР                           | 1946             | Газета Тинеретул Молдовей, 10 березня |
| молдовська                            | Юрій Баржанський                               | СРСР                           | 1951             | Шевченко Т. Опере алесе, Кишинэу, с. 45 |
| молдовська                            | А. Кунуне                                      | СРСР                           | 1959             | Шевченко Т. Поезий, Кишинэу, с. 26-27 |
| молдовська                            | Андрій Лупан*                                  | СРСР                           | 1961             | Журнал Нистру, № 3, с. 144 |
| молдовська                            | Іон Георгіце                                   | СРСР                           | 1984             | Видання Меридиане-84, Кишинэу, с. 209 |
| монгольська (традиційний шрифт)       | Худогійн Перлее*                               | Монголія                       | 1941             | Підручник Хэвлэдгсен 6-р ангийн унших бичиг. 11-р дэвтэр, Улаанбаатар |
| монгольська (кирилиця)                | Мішігійн Цедендорж*                            | Монголія                       | 1964             | Шевченко Т. Зарц бүсгүй. Шулэг найраглалын түүвэр, Улаанбаатар, c. 133 |
| монгольська (кирилиця)                | Ономин Жигмідготов                             | Монголія                       | 1964             | Газета Залуучуудын үнэн, 8 березня |
| нанайська                             | Андрій Пассар*                                 | СРСР                           | 1989             | Тарас Шевченко. «Заповіт» мовами народів світу, 1989, с. 85 |
| ненецька                              | Леонід Лапцуй*                                 | СРСР                           | 1989             | Тарас Шевченко. «Заповіт» мовами народів світу, 1989, с. 86 |
| непалі                                | Крішна Пракаш Шрестха*                         | Непал                          | 1989             | Тарас Шевченко. «Заповіт» мовами народів світу, 1989, с. 159 |
| нижньолужицька                        | Юрій Кох*                                      | НДР                            | 1989             | Тарас Шевченко. «Заповіт» мовами народів світу, 1989, с. 151 |
| нівхська                              | Володимир Сангі*                               | СРСР                           | 1989             | Тарас Шевченко. «Заповіт» мовами народів світу, 1989, с. 88 |
| німецька                              | Йоганн Ґеорґ Обріст                            | Австро-Угорщина                | 1870             | Taras Grigoriewicz Szewczenko, ein kleiner russischer Dichter, dessen Lebensskizze sammt Anhang, best. aus Proben seiner Poesien. In freier Nachdichtung von J. Georg Obrist. Czernowitz: Eigenverlag 1870, с. 54                                 |
| німецька                              | Іван Франко                                    | Австро-Угорщина                | 1882, 1915       | Журнал Ruthenische Revue (Wien), 1903, № 1, с. 16 (перекладено 1882). Шевченко. Річник другий. Харків, 1930, с. 214 (перекладено 1915) |
| німецька                              | Вільгельм Горошовський                         | Австро-Угорщина                | 1904             | Журнал Ruthenische Revue (Wien), № 15, с. 456—457 |
| німецька                              | Осип Турянський                                | Австро-Угорщина                | 1910             | Уривок вірша в журналі Ukrainische Rundschau, (Wien), № 2, с. 64-65 |
| німецька                              | Юлія Вірґінія                                  | Австро-Угорщина                | 1910             | У її збірці: Freiheit und Arbeit, Lousanne, с. 145 |
| німецька                              | Артур Маріан Бош                               | Австро-Угорщина                | 1914             | Журнал Ukrainische Rundschau, (Wien), № 3-4, с. 188 |
| німецька                              | Остап Грицай                                   | Австро-Угорщина                | 1915             | Журнал Ukrainische Nachrichten, (Wien), № 25, 13 березня, с. 1 |
| німецька                              | Ґустав Шпехт                                   | Третій Рейх                    | 1937             | Видання Taras Schewtschenko, der ukrainische Nationaldichter, Berlin, c. 56-57 |
| німецька                              | Франц Дідеріх                                  | Третій Рейх                    | 1939             | Книжка Das Wort. Literarische Monatschrift, Heft 2, с. 154 |
| німецька                              | Гедда Ціннер*                                  | НДР                            | 1951             | Видання Schewtschenko T. «Der Kobzar». Ausgewählte Dichtungen in zwei Bänden, Bd 1, Moskau, с. 448 |
| німецька                              | Ганс Кох                                       | ФРН                            | 1955             | Видання Die ukrainische Lyrik, Wisbaden, с. 15 |
| ногайська                             | Суюн Капаєв*                                   | СРСР                           | 1952             | Рідна література для 6-го класу. Черкеськ, с. 153 (ногайською мовою) |
| норвезька                             | Сергій Халіпов*                                | СРСР                           | 1989             | Тарас Шевченко. «Заповіт» мовами народів світу, 1989, с. 161 |
| оджибве                               | Сат-Ок* і Юрій Стадниченко*                    | Польща, СРСР                   | 1989             | Тарас Шевченко. «Заповіт» мовами народів світу, 1989, с. 162 |
| осетинська                            | Нігер (Іван Джанаєв)                           | СРСР                           | 1939             | Газета Рæстдзинад, 9 березня. Журнал Мах дуг, № 2-3, с. 75 |
| осетинська                            | Давид Дарчієв                                  | СРСР                           | 1939             | Тарас Шевченко. Вибрані вірші і поеми, Сталінір, с. 17-18 (осетинською мовою) |
| осетинська                            | Гафез (Федір Гаглойти)                         | СРСР                           | 1961             | Журнал Фидиуæг, № 3, с. 7 |
| осетинська                            | Георгій Кайтуков                               | СРСР                           | 1961             | Газета Рæстдзинад, 10 березня. Журнал Мах дуг, № 3, с. 1 |
| осетинська                            | Ілля Плієв                                     | СРСР                           | 1964             | Шевченко Т. «Заповіт» мовами народів світу, 1964, с. 73-74 |
| осетинська                            | Нафі Джусойти*                                 | СРСР                           | 1989             | Тарас Шевченко. «Заповіт» мовами народів світу, 1989, с. 90 |
| польська                              | Антоні Ґожалчинський                           | Російська імперія              | 1862             | Gorzałczyński A. J. Przekłady pisarzów małorosyjskich. T. I. Taras Szewczenko. Kijów, c. XIII |
| польська                              | Павлин Свенціцький                             | Австро-Угорщина                | 1868             | Часопис Nowiny (Lwów), № 47, 1 грудня, с. 432 |
| польська                              | Олекса Гайдецький                              | Австро-Угорщина                | 1872             | Журнал Strzecha (Lwów), № 7-8, 1 грудня, с. 319—320, перші вісім рядків |
| польська                              | Густав Даниловський                            | Австро-Угорщина                | 1911             | Газета Głos (Lwów), № 77, с. 4 |
| польська                              | Зоф'я Войнаровська                             | Польща                         | 1920             | Журнал Światło (Warszawa), № 4, с. 5 |
| польська                              | I. Ł.                                          | Польща                         | 1921             | Газета Przymierze (Warszawa), № 9-10, с. 15 |
| польська                              | анонім                                         | СРСР                           | 1929             | Журнал Bądź Gotów (Charków), № 5, с. 7 |
| польська                              | Ф. Чех-Гнатюкова                               | СРСР                           | 1931             | Видання Szewczenko T. Utwory wybrane, Charków — Kijów, с. 67-68 |
| польська                              | Францішек Блотницький                          | Польща                         | 1934             | Газета Głos Narodu (Kraków), № 99, 12 квітня, с. 4-5 |
| польська                              | Казимеж-Анджей Яворський                       | Польща                         | 1934             | Журнал Kamena (Chełm), № 7, с. 122 |
| польська                              | Ярослав Івашкевич                              | Польща                         | 1936             | Видання Szewczenko T. Poezje, Warszawa, с. 179 |
| польська                              | Богдан Лепкий                                  | Польща                         | 1936             | Видання Повне видання творів Тараса Шевченка. Варшава — Львів, т. 14, с. 178 |
| польська                              | Тадеуш Бохенський                              | Польща                         | 1938             | Часопис Sygnały (Lwów), № 57, 15 листопада, с. 6 |
| польська                              | Кшиштоф Ґрущинський                            | Польща                         | 1946             | Журнал Życie Słowiańskie (Warszawa), № 3, с. 82 |
| польська                              | Ян Копровський                                 | Польща                         | 1951             | Газета Głos Robotniczy (Łódź), № 69, 11 березня, с. 4 |
| польська                              | Тадеуш Хрусцелевський                          | Польща                         | 1951             | Газета Wieś (Warszawa), № 10, 11 березня, с. 3 |
| польська                              | Леон Пастернак*                                | Польща                         | 1951             | Газета Przyjaźń (Warszawa), № 12, 25 березня, с. 4 |
| польська                              | Данієль Трилевич                               | Польща                         | 1951             | Тижневик Trybuna Wolności (Warszawa), № 13, 28 березня — 3 квітня, с. 9 |
| польська                              | Єжи Гординський                                | Польща                         | 1951             | Видання Od A do Z. Dodatek tygodniowy do «Dziennika Polskiego» (Kraków), № 15, 8 квітня, с. 1 |
| польська                              | Мар'ян Юрковський                              | Польща                         | 1961             | Видання Zeszyty repertuarowe Towarzystwa Przyjaźni Polsko-Radzieckiej (Warszawa), № 3, с. 37-38 |
| польська                              | Юзеф Чехович                                   | Польща                         | 1972             | Czechowicz J. Szewczenko T. Poezje wybrane. Warszawa, с. 71-72 |
| португальська                         | Сильвестр Калинець*                            | Бразилія                       | 1936             | Kalenets S. Taras Chevtchenko, sua vida e obras. Curitiba (Parana, Brasil), c. 24 |
| пушту                                 | Сулейман Лаєк*                                 | Афганістан                     | 1967             | Лаєк С. Журнал Всесвіт, 1974, № 3, с. 161, факсиміле |
| російська                             | Михайло Михайлов                               | Російська імперія              | 1862             | Михайлов М. Л. Полное собрание сочинений. М. — Л., 1934, с. 526 |
| російська                             | анонім                                         | Російська імперія              | 1863             | Журнал Воскресный досуг, № 12, с. 190 |
| російська                             | Микола Гербель                                 | Російська імперія              | 1869             | «Кобзарь» Тараса Шевченко в переводах русских поэтов. Под редакцией Н. Гербеля, СПб, 1869, с. 308 |
| російська                             | Микола Мизко                                   | Російська імперія              | 1870             | Газета Дон (Воронеж), № 3, 10 січня |
| російська                             | Микола Чмирьов                                 | Російська імперія              | 1874             | «Кобзарь» Т. Г. Шевченко в переводе Н. А. Чмырева. М., с. 163 |
| російська                             | Микола Пушкарьов                               | Російська імперія              | 1877             | Журнал Московское обозрение, № 12-13 с. 248 |
| російська                             | Б-в                                            | Російська імперія              | 1881             | Журнал Луч, № 34, с. 6 |
| російська                             | Іван Бєлоусов                                  | Російська імперія              | 1898             | Часопис Журнал для всех, № 3, с. 293—293 |
| російська                             | Іван Бунін                                     | Російська імперія              | 1900             | Часопис Журнал для всех, № 12, с. 1411—1412 |
| російська                             | Павло Грабовський                              | Російська імперія              | 1901             | Газета Сибирский листок (Тобольск), № 43, 3 червня |
| російська                             | Сергій Дрімцов                                 | Російська імперія              | 1901             | Журнал Товарищ, № 14, с. 219, (під псевдонімом Дрімченко) |
| російська                             | Валерій Брюсов                                 | Російська імперія              | 1903             | Журнал Радянське літературознавство, 1959, № 3, с. 121 |
| російська                             | Андрій Колтоновський                           | Російська імперія              | 1911, 1933       | Журнал Современный мир, 1911, № 2, с. 261. Інший варіант перекладу: Шевченко Т. Г. «Кобзарь». Избранные стихотворения. Перевод А. П. Колтоновского. Л. — М., 1933, с. 66                                                                          |
| російська                             | Петро Охріменко                                | Директорія УНР                 | 1919             | Вперше надруковано у Збірнику праць 26 наукової шевченківської конференції, К., 1985, с. 124 |
| російська                             | Федір Сологуб                                  | СРСР                           | 1934             | Шевченко Т. Г. «Кобзарь». Избранные стихотворения в переводе Ф. Сологуба. Л., с. 232 |
| російська                             | Василь Насєдкін                                | СРСР                           | 1937             | Журнал Колхозник, № 1, с. 77 |
| російська                             | Олександр Безименський                         | СРСР                           | 1939             | Журнал Молодая гвардия, № 1, с. 112 |
| російська                             | Віра Клюєва                                    | СРСР                           | 1939             | Журнал Молодая гвардия, № 1, с. 113 |
| російська                             | Володимир Россельс                             | СРСР                           | 1939             | Журнал Молодая гвардия, № 1, с. 114 |
| російська                             | Олександр Твардовський*                        | СРСР                           | 1939             | Газета Красный флот, 6 березня. Журнал Молодая гвардия, № 1, с. 115 |
| російська                             | Микола Тихонов                                 | СРСР                           | 1939             | Журнал Молодая гвардия, № 1, с. 116. Журнал Дружба народов, кн. 1, с. 11-12. Газета Комсомольская правда, 17 лютого, № 39. Газета Известия, 6 березня, № 53. Журнал 30 дней, № 3, с. 70                                                           |
| російська                             | Яків Хелемський                                | СРСР                           | 1939             | Газета Пионер Донбасса, 8 березня |
| російська                             | Олена Ривіна                                   | СРСР                           | 1939             | Журнал Костер, № 3, с. 39 |
| російська                             | Тетяна Щепкіна-Куперник                        | СРСР                           | 1939             | Журнал Звезда, № 3, с. 9 |
| російська                             | Б. Коковкін                                    | СРСР                           | 1939             | Журнал Краснофлотец, № 4, с. 8 |
| російська                             | Ашот Гарнакер'ян                               | СРСР                           | 1939             | Шевченко Т. Г. «Кобзарь». Избранные стихотворения. Ростов-на-Дону, с. 100—101 |
| російська                             | Никандр Алексєєв                               | СРСР                           | 1939             | Шевченко Т. Г. Стихи. Новосибирск, с. 63-64 |
| російська                             | Борис Турганов                                 | СРСР                           | 1939             | |
| російська                             | Микола Ушаков                                  | СРСР                           | 1963             | Журнал Радуга, № 3, с. 94 |
| російська                             | Сергій Подєлков                                | СРСР                           | 1964             | Газета Литературная Россия, 3 березня |
| російська                             | Володимир Полетаєв                             | СРСР                           | 1971             | Журнал Радуга, № 11, с. 95 |
| російська                             | Лев Озеров                                     | СРСР                           | 1976             | Журнал Радянське літературознавство, № 4, с. 77 |
| російська                             | Яків Строчков                                  | СРСР                           | 1976             | У Збірнику праць 21 та 22 наукових шевченківських конференцій, К., 1976, с. 213 |
| російська                             | Еміль Январьов                                 | СРСР                           | 1985             | Недрукований. Машинопис перекладу зберігається в Державному музеї Тараса Шевченка в Києві. Прочитано в Миколаєві на відкритті пам'ятника Шевченку 5 жовтня 1985 року                                                                              |
| російська                             | Євген Крацевич                                 | СРСР                           |                  | Недрукований. Машинопис перекладу зберігається в Державному музеї Тараса Шевченка в Києві |
| румейська                             | Георгій Костоправ                              | СРСР                           | 1939             | Газета Колехтівістіс (Маріуполь), 9 березня (без восьми центральних рядків) Шевченко Т. «Заповіт» мовами народів світу, 1964, с. 45 |
| румейська                             | Леонтій Кир'яков                               | СРСР                           | 1985             | Рукописна збірка Шевченко Т. Г. Вибрані твори, Жданов, 1985, с. 60 (румейською мовою). Зберігається в Літературно-меморіальному будинку-музеї Тараса Шевченка в Києві, а також у Канівському державному музеї-заповіднику «Могила Т. Г. Шевченка» |
| румейська                             | Антон Шапурма                                  | СРСР                           | 1988             | Тарас Шевченко. «Заповіт» мовами народів світу, 1989, с. 92 |
| румунська                             | анонім                                         | Румунія                        | 1936             | Журнал Preocupări literare, № 2, с. 127, тільки вісім початкових рядків |
| румунська                             | Іон Буздуган                                   | Румунія                        | 1938             | Т. Шевченко в чужих мовах. Варшава — Львів, т. 15, с. 166 |
| румунська                             | Костянтин Вилкован                             | Румунія                        | 1939             | Тижневик Adevărul literatur şi artistic, № 953, 12 березня, с. 9, тільки остання строфа |
| румунська                             | Г. М. Іванов                                   | Румунія                        | 1939             | Журнал România literară, № 30, 12 березня, с. 19 |
| румунська                             | Михаїл Садовяну                                | Румунія                        | 1945             | Газета Veac nou, 1 квітня, тільки вісім початкових рядків |
| румунська                             | Віктор Кернбах                                 | Румунія                        | 1949             | Газета Veac nou, 25 березня |
| румунська                             | Віктор Тулбуре*                                | Румунія                        | 1951             | Журнал Viața romanească, № 3, с. 84 |
| саамська                              | Саанндре Антонова*                             | СРСР                           | 1939             | Тарас Шевченко. «Заповіт» мовами народів світу, 1989, с. 93 |
| сардська                              | Анджело Мундула*                               | Італія                         | 1987             | Журнал Lunarionuovo, № 41, c. 50-51 |
| сербська                              | Владимир Николич                               | Османська імперія              | 1868             | Журнал Вила, № 12, с. 273 |
| сербська                              | Окиця Глущевич                                 | Королівство Сербія (1882—1918) | 1885             | Газета Час, 21 квітня |
| сербська                              | анонім                                         | Королівство Сербія (1882—1918) | 1913             | Газета Застава, 30 грудня |
| сербська                              | Десанка Максимович*                            | СФРЮ                           | 1969             | Ševčenko T. Kobzar (Izbor), Beograd, с. 27 |
| сербська                              | Радослав Пайкович*                             | СФРЮ                           | 1979             | Пайковиħ Радослав. Антологиjа украjинске поезиjе, Београд, с. 24 |
| сингальська                           | Дедігама Вінсент Родріґо*                      | Шрі-Ланка                      | 1985             | Газета Атта (Коломбо), 22 квітня |
| словацька                             | Нересницький (Ю. Славік)                       | Австро-Угорщина                | 1911             | Журнал Prúdy, № 8-9, c. 335 |
| словацька                             | Рудо Бртань                                    | Чехословаччина                 | 1951             | Газета Kulturný večery Československo-sovietského priateľstva, № 3, c. 26 |
| словацька                             | Ян Понічан                                     | Чехословаччина                 | 1951             | Газета Práca, 11 березня. Газета Kulturný život, 11 березня |
| словацька                             | Юліус Кокавець*                                | Чехословаччина                 | 1959             | Ševčenko T. Dumy moje…. Bratislava, c. 314 |
| словацька                             | Мілан Лайчяк                                   | Чехословаччина                 | 1964             | Газета Pravda, 8 березня |
| словенська                            | анонім (імовірно, Янко Шлебінґер)              | Австро-Угорщина                | 1901             | Журнал Jug, № 3, c. 79 |
| словенська                            | Йосип Абрам*                                   | Австро-Угорщина                | 1907             | Ševčenko T. Kobzar. Izbrané pesmi. Prev. J. Abram. Ljubljana, т. 1, c. 117—118 |
| словенська                            | Радо Бордон                                    | СФРЮ                           | 1964             | Тижневик Naši razgledi, 4 квітня, c. 130 |
| словенська                            | Северин Шалі                                   | СФРЮ                           | 1959             | Ševčenko T. Izbrané pesmi. Ljubljana, c. 5-6 |
| табасаранська                         | Муталіб Митаров*                               | СРСР                           | 1989             | Тарас Шевченко. «Заповіт» мовами народів світу, 1989, с. 94 |
| таджицька                             | М. Х. Бачаєв                                   | СРСР                           | 1936             | Бадалов Р. С. Хрестоматияи адаби барои мактабҳои миёна, синфи VI. Ташкент, c. 113 |
| таджицька                             | Мірзо Турсун-заде*                             | СРСР                           | 1939             | Газета Тоҷикистони сурх, 1 березня, без середньої строфи (Як понесе з України…) |
| таджицька                             | Абулкасим Лахуті                               | СРСР                           | 1942             | Газета Тоҷикистони сурх, 25 березня |
| тамільська                            | К. Ганеш                                       | Індія                          | 1974             | Журнал Тамарей, січень — лютий, № 1, с. 64. Журнал Тамарей, вересень, с. 41-42, поліпшений варіант |
| тамільська                            | Аятурей Сантан                                 | Шрі-Ланка                      | 1985             | Журнал Маллігей, березень — квітень, № 2, с. 50 |
| тамільська                            | Касіяппа Рамасубраманіан                       | Індія                          | 1985             | Видано окремою листівкою в Тенкасі (штат Тамілнад) |
| тамільська                            | Нагуркані Мухаммаду Шеріф                      | Індія                          | 1986             | Книжка Щоденникові записи великого українського поета Шевченка. Мадрас, с. 11-12 |
| тамільська                            | Перунькавікко (В. Мутту Сетураман)             | Індія                          | 1986             | Під назвою Остання воля українця Тараса Шевченка в журналі Таміж пані (Мадрас), березень, т. 16, № 11, с. 11 |
| тамільська                            | Касівісванадан Челлаппан                       | Індія                          | 1986             | Журнал Тамарей, № 9, с. 61, вісім останніх рядків |
| тамільська                            | Джеякантан Дандапані*                          | Індія                          | 1988             | Тарас Шевченко. «Заповіт» мовами народів світу, 1989, с. 175 |
| татарська                             | Максуд Сюндукле                                | СРСР                           | 1935             | Газета Яшь ленинчы, 21 вересня |
| татарська                             | анонім                                         | СРСР                           | 1936             | Журнал Пионер каләме, № 3, с. 11 |
| татарська                             | Ахмет Ісхак*                                   | СРСР                           | 1939             | Журнал Совет әдәбияты, № 2, с. 38 |
| татарська                             | Шайхі Маннур                                   | СРСР                           | 1939             | Книжка Шевченко Т. Кобзарь. Казан, № 2, с. 38 |
| татарська                             | Абдулла Шамуков                                | СРСР                           | 1961             | Газета Социалистик Татарстан, 10 березня |
| татарська                             | Закі Нурі                                      | СРСР                           | 1964             | Газета Кызыл тан, 8 березня |
| татська                               | Хизгил Авшалумов*                              | СРСР                           | 1989             | Тарас Шевченко. «Заповіт» мовами народів світу, 1989, с. 97 |
| телугу                                | Р. Венкатесвара Рао*                           | Індія                          | 1989             | Тарас Шевченко. «Заповіт» мовами народів світу, 1989, с. 177 |
| тувинська                             | Сергій Пюрбю*                                  | СРСР                           | 1941             | Журнал Rebolustun xereli, 1941, № 2, с. 38 |
| турецька                              | Агатангел Кримський                            | СРСР                           | 1927             | Журнал Хеят, № 12 |
| турецька                              | Фахрі Ердінч*                                  | Туреччина                      | 1965             | Книжка Okuma Kitabı. VI sinif.. Narodna prosveta, Sofiya, 1965, с. 85-86 |
| турецька                              | Неджаті Джумали                                | Туреччина                      | 1975             | Фотокопію машинопису надруковано в журналі Всесвіт, № 3, с. 186 |
| турецька                              | Тудора Арнаут                                  | Україна                        | 2023             | Переклад здійснено кафедрою тюркології КНУ ім. Тараса Шевченка. |
| туркменська                           | Берди Солтанніязов                             | СРСР                           | 1939, 1954       | Шевченко Т. «Кобзарь», Ашгабат, 1939, с. 77. Кращий варіант у збірці Шевченко Т. Гошгулар хем поэмалар. Ашгабат, 1954, с. 5 |
| туркменська                           | Чари Аширов і Берди Солтанніязов               | СРСР                           | 1964             | Газета Эдебият ве сунгат, 7 березня |
| туркменська                           | Халдурди Дурдиєв                               | СРСР                           | 1969             | Журнал Совет Эдебияты, № 10, с. 26 |
| туркменська                           | Аннали Бердиєв*                                | СРСР                           | 1972             | Газета Эдебият ве сунгат, 23 березня |
| угорська                              | Балінт Варґа і Ґіадор Стрипський               | Австро-Угорщина                | 1916             | Журнал Ukránia, № 3-4, с. 74 |
| угорська                              | Янош Анка                                      | Австро-Угорщина                | 1918             | Журнал Élet, № 8, с. 50 |
| угорська                              | Шаролта Лані                                   | Угорщина                       | 1939             | Журнал Új Hang, № 4, с. 25 |
| угорська                              | Марцел Колош                                   | Угорщина                       | 1944             | Збірник Arion lantján, 2500 ev európai költészetébol. Budapest, с. 122 |
| угорська                              | Андор Ґабор                                    | Угорщина                       | 1948             | Газета Új Szó, № 58 |
| угорська                              | Ґеза Кепеш                                     | Угорщина                       | 1951             | Газета Szabad Nép, № 59 |
| угорська                              | Антал Ґідаш                                    | Угорщина                       | 1951             | У книжці Sevcsenko T. «Kobzar», Київ — Ужгород, с. 125 |
| угорська                              | Шандор Вереш                                   | Угорщина                       | 1953             | У книжці Sevcsenko T. «Kobzos». Válogatott költemények. Forditotta Vörös Sándor, Budapest, с. 181—182 |
| угорська                              | Єва Ґріґаші                                    | Угорщина                       | 1961             | У книжці Sevcsenko T. «Kobzos», Budapest, с. 15 |
| угорська                              | Дєрдь Радо                                     | Угорщина                       | 1961             | У книжці Sevcsenko T. «Kobzos», Budapest, с. 16 |
| угорська                              | Йожеф Вальдапфель*                             | Угорщина                       | 1961             | У книжці Sevcsenko T. «Kobzos», Budapest, с. 18 |
| угорська                              | Ласло Балла                                    | СРСР                           | 1968             | Газета Kárpáti Igaz Szó, 11 лютого |
| угорська                              | Деже Чорба                                     | Угорщина                       | 1984             | Журнал Szoviet irodalom (Москва), № 3, с. 132 |
| угорська                              | Деже Тандорі                                   | Угорщина                       | 1984             | Журнал Szoviet irodalom (Москва), № 3, с. 132 |
| угорська                              | Ласло Балла                                    | СРСР                           | 1968             | Газета Kárpáti Igaz Szó, 1 квітня |
| удегейська                            | Олександр Канчуга*                             | СРСР                           | 1989             | Тарас Шевченко. «Заповіт» мовами народів світу, 1989, с. 100 |
| удмуртська                            | Кузебай Герд                                   | Російська імперія              | 1916             | У рукописному журналі Семінарське перо, що його випускав Герд, навчаючись у Кукарській учительській семінарії |
| удмуртська                            | Прокіп Чайников*                               | СРСР                           | 1939             | Журнал Молот (Іжевськ), № 2-3, с. 23 |
| удмуртська                            | Афанасій Лужанін                               | СРСР                           | 1939             | Газета Егит большевик, 9 березня |
| удмуртська                            | Тимофій Шмаков                                 | СРСР                           | 1960             | Шевченко Т. «Заповіт» мовами народів світу, 1960, с. 79-80 |
| узбецька                              | Хамід Алімджан*                                | СРСР                           | 1939             | Шевченко Т. «Шеърлар». Тошкент, с. 24-25 |
| уйгурська                             | Кадир Хасанов*                                 | СРСР                           | 1970             | У підручнику літератури для 5-го класу уйгурських шкіл: Хасанов К., Максутов М. Әдәбият. Алма-Ата, с. 57 |
| уйгурська                             | Хизмет Абдуллін                                | СРСР                           | 1976             | Збірка Шевченко Т. Шеирлар. Алма-Ата, с. 20-21 |
| ульцька                               | Олексій Вальдю*                                | СРСР                           | 1989             | Тарас Шевченко. «Заповіт» мовами народів світу, 1989, с. 104 |
| урду                                  | Манзар Салім*                                  | Індія                          | 1989             | Тарас Шевченко. «Заповіт» мовами народів світу, 1989, с. 180 |
| фарерська                             | Сергій Халіпов*                                | СРСР                           | 1989             | Тарас Шевченко. «Заповіт» мовами народів світу, 1989, с. 181 |
| фарсі                                 | Жале (Баді Жале Абулгасем)*                    | СРСР                           | 1956             | Збірка перекладів Жале У кожної квітки свої пахощі, Лондон, 1986, с. 5 (мовою фарсі) |
| фінська                               | Вейкко Ервасті                                 | СРСР                           | 1941             | Журнал Punalippu, № 3, с. 52 |
| фінська                               | М. Лайне*                                      | СРСР                           | 1954             | M. Laine. Schevtschenko T. «Runoja». Petroskoi, с. 29-30 |
| фламандська                           | Г. Схаммельговт*                               | СРСР                           | 1920             | Газета Ons Vaderland (Брюссель), 5-6 жовтня |
| французька                            | С. Арно (А. Коппен-Альбанеллі)                 | Франція                        | 1882             | Журнал Revue Brittanique — Revue Internationale № 5, c. 540, дві перші строфи |
| французька                            | Луї Поль Марія Леже                            | Франція                        | 1906             | Журнал Bibliothèque Universelle et Revue Suisse, t. 41 (Lausanne), № 123, c. 510 |
| французька                            | Михайло Каленик Тишкевич                       | Російська імперія              | 1917             | Газета L'Ukraine (Lausanne), 7 січня |
| французька                            | анонім                                         |                                | 1921             | Anthologie de la littérature ukrainienne jusq'au milieu du XIX siècle. Paris — Genève — Prague, с. 122 |
| французька                            | Панаїт Істраті                                 | Румунія                        | 1928             | Газета Le cri des peuples (Paris), № 4, с. 14, 16 рядків без центральної строфи |
| французька                            | Шарль Стебер                                   | Франція                        | 1939             | Журнал La littérature Internationale (Moscou), № 3, с. 12 |
| французька                            | В. Фолле                                       |                                | 1939             | Журнал Revue de Moscou, № 3, с. 21 |
| французька                            | анонім                                         |                                | 1961             | Видання Bulletin N 7 des Jeunes Amis de l'Ukraine. Paris, с. 15 |
| французька                            | Мікаель Л. Кей                                 |                                | 1963             | У книжці Шевченко Тарас. Повне видання творів. Поезія Шевченка чужими мовами. Чикаго, т. 12, с. 394 |
| французька                            | Ежен Ґійвік                                    | Франція                        | 1964             | Тижневик Les Lettres Françaises (Paris), № 1025, 16-22 квітня, с. 1 |
| французька                            | Калена Угрин                                   | Франція                        | 1964             | У книжці Chevtchenko T. 1814—1861. Sa vie et son oeuvre, Paris |
| французька                            | Анрі Абріль*                                   | Франція                        | 1978             | У книжці Taras Chevtchenko. Oeuvres choisies, Kyiv, c. 173 |
| французька                            | Дмитро Чистяк                                  | Україна                        | 2014             | У книжці Chevtchenko Taras. Testament. Poèmes mis en musique, Paris |
| фризька                               | Фреарк Дам*                                    | Нідерланди                     | 1987             | Журнал De strikel, № 1, с. 373 |
| фріульська                            | Еліо Бартоліні*                                | Італія                         | 1987             | Журнал Lunarionuovo, № 41, c. 49-50 |
| хакаська                              | Микола Доможаков*                              | СРСР                           | 1955             | У книжці: Доможаков М. Вибрані вірші, Абакан, с. 117 (хакаською мовою) |
| хантийська                            | Микуль Шульгін*                                | СРСР                           | 1989             | Тарас Шевченко. «Заповіт» мовами народів світу, 1989, с. 106 |
| хіналузька                            | Рагім Алхас*                                   | СРСР                           | 1989             | Тарас Шевченко. «Заповіт» мовами народів світу, 1989, с. 107 |
| хорватська                            | Антіца Менац*                                  | СФРЮ                           | 1950             | Журнал Izvor, № 6, с. 433 |
| циганська                             | Лекса Мануш*                                   | СРСР                           | 1970-ті          | Тарас Шевченко. «Заповіт» мовами народів світу, 1989, с. 108 |
| черкеська                             | Алім Ханфенов*                                 | СРСР                           | 1964             | Газета Черкес пэж, 26 лютого |
| чеська                                | Йосеф Пелішек                                  | Австро-Угорщина                | 1913             | Журнал Slovanský přehled, 1913—1914, № 7-8, c. 291 |
| чеська                                | Франтішек Тихий                                | Чехословаччина                 | 1929             | Книжка Růżenec útěchy. Antologie a překlady Františka Tichého. Beroun, c. 26 |
| чеська                                | Ярослав Виплел                                 | Чехословаччина                 | 1929             | Журнал Země, 1929—1930, № 6, с. 186—187 |
| чеська                                | Ян Туречек-Їзерський*                          | Чехословаччина                 | 1945             | Журнал Svět sovětů, № 26, c. 11 |
| чеська                                | Ілля Барт                                      | Чехословаччина                 | 1946             | Журнал Tvorba, № 10, c. 151 |
| чеська                                | Йосеф Урбан                                    | Чехословаччина                 | 1947             | Видання Pisně SSSR. Praha, т. 3, c. 18 |
| чеська                                | Милан Яриш                                     | Чехословаччина                 | 1948             | Газета Rudé právo, 6 червня, c. 3 |
| чеська                                | Богумил Піцк                                   | Чехословаччина                 | 1949             | Журнал Svobodná země, № 29 c. 461 |
| чеська                                | Марія Марчанова                                | Чехословаччина                 | 1951             | У збірці Vitězit a żit. Antologie z ukrainské poesie. Praha, c. 56 |
| чеська                                | Ян Владислав                                   | Чехословаччина                 | 1951             | Журнал Literarní noviny, № 3 c. 141 |
| чеська                                | Зденка Берґрова-Вовсова                        | Чехословаччина                 | 1953             | У виданні Ševčenko T. «Kobzar». Praha, c. 137 |
| чеська                                | Ярослав Кабічек                                | Чехословаччина                 | 1977             | У збірці Ševčenko T. Bilé mraky — černá mračna. Výbor z věršů. Praha, c. 59 |
| чеченська                             | Шайхі Арсанукаєв*                              | СРСР                           | 1979             | Газета Ленинан некъ (Грозный), 18 лютого |
| чуваська                              | Н. Янгас                                       | СРСР                           | 1936             | Журнал Сунтал (Грозный), № 2, с. 16 |
| чуваська                              | В. Услі                                        | СРСР                           | 1938             | Газета Чаваш коммуни, 4 вересня |
| чуваська                              | Педер Хузангай*                                | СРСР                           | 1954             | Книжка Шевченко Т. «Кобзарь». Шупашкар, с. 182 |
| чукотська                             | Володимир Тинескін*                            | СРСР                           | 1969             | Журнал Україна (Київ), 1975, березень, № 10, с. 8, факсиміле |
| шведська                              | Альфред Єнсен*                                 | Швеція                         | 1909             | Видання Finsk Tidskrift för Vittenhet, Vetenskap, Kunst och Politik, т. 67, с. 379 |
| шведська                              | Рафаель Ліндквіст                              | Швеція                         | 1934             | Книжка Ukrainska julvisor. Hfors: Blinkfyren, с. 57-60 |
| шведська                              | Туре Ерікссон                                  | Швеція                         | 1961             | Газета Nu dag, 11 березня |
| шорська                               | Степан Торбоков*                               | СРСР                           | 1989             | Тарас Шевченко. «Заповіт» мовами народів світу, 1989, с. 113 |
| шотландська                           | Гарван Макай*                                  | Ірландія                       | 1987             | Тарас Шевченко. «Заповіт» мовами народів світу, 1989, с. 191 |
| юкагирська                            | Адо Улуро*                                     | СРСР                           | 1989             | Тарас Шевченко. «Заповіт» мовами народів світу, 1989, с. 114 |
| якутська                              | Георгій Васильєв*                              | СРСР                           | 1939             | Газета Кыым, 9 березня |
| якутська                              | Степан Соловйов-Арангастиров                   | СРСР                           | 1939             | Газета Эдэр большевик, 10 березня |
| якутська                              | Ілля Винокуров-Чагилган                        | СРСР                           | 1939             | Газета Бэлэм буол, 10 березня |
| якутська                              | анонім                                         | СРСР                           | 1954             | Газета Кыым, 25 квітня |
| японська                              | анонім                                         | Японія                         | 1911             | Журнал Тан-хін |
| японська                              | Хатіро Тадзава                                 | Японія                         | 1955             | У виданні Антологія. Світові поети. Видавництво Каваде Сьобе, т. 3 |
| японська                              | Тейске Сібуя                                   | Японія                         | 1964             | У збірці Шевченкових творів Як умру…, Токіо (японською мовою) |
| японська                              | Сьоске Комацу*                                 | Японія                         | 1954             | Шевченко Т. «Заповіт» мовами народів світу, 1964, с. 87-88 |

- Див. також: Список картин і малюнків Тараса Григоровича Шевченка

1. ↑  В Анкарі презентували «Кобзар» турецькою мовою. 19.09.2023, 16:46